# Brasiliens Grand Prix 2010
Brasiliens Grand Prix 2010, officiellt Formula 1 Grande Prêmio Petrobras do Brasil 2010, var en Formel 1-tävling som hölls den 7 november 2010 på Autódromo José Carlos Pace i São Paulo, Brasilien. Det var den artonde tävlingen av Formel 1-säsongen 2010 och kördes över 71 varv. Vinnare av loppet blev Sebastian Vettel för Red Bull, tvåa blev Mark Webber, även han för Red Bull, och trea blev Fernando Alonso för Ferrari.

## Kvalet
| KR. | Nr | Förare             | Konstruktör          | Q1       | Q2       | Q3       | Grid |
| --- | -- | ------------------ | -------------------- | -------- | -------- | -------- | ---- |
| 1   | 10 | Nico Hülkenberg    | Williams-Cosworth    | 1.20,050 | 1.19,144 | 1.14,470 | 1    |
| 2   | 5  | Sebastian Vettel   | Red Bull-Renault     | 1.19,160 | 1.18,691 | 1.15,519 | 2    |
| 3   | 6  | Mark Webber        | Red Bull-Renault     | 1.19,025 | 1.18,516 | 1.15,637 | 3    |
| 4   | 2  | Lewis Hamilton     | McLaren-Mercedes     | 1.19,931 | 1.18,921 | 1.15,747 | 4    |
| 5   | 8  | Fernando Alonso    | Ferrari              | 1.18,987 | 1.19,010 | 1.15,989 | 5    |
| 6   | 9  | Rubens Barrichello | Williams-Cosworth    | 1.19,799 | 1.18,925 | 1.16,203 | 6    |
| 7   | 11 | Robert Kubica      | Renault              | 1.19,249 | 1.18,877 | 1.16,552 | 7    |
| 8   | 3  | Michael Schumacher | Mercedes Grand Prix  | 1.19,879 | 1.18,923 | 1.16,925 | 8    |
| 9   | 7  | Felipe Massa       | Ferrari              | 1.19,778 | 1.19,200 | 1.17,101 | 9    |
| 10  | 12 | Vitalij Petrov     | Renault              | 1.20,189 | 1.19,153 | 1.17,656 | 10   |
| 11  | 1  | Jenson Button      | McLaren-Mercedes     | 1.19,905 | 1.19,288 |          | 11   |
| 12  | 23 | Kamui Kobayashi    | BMW Sauber-Ferrari   | 1.19,741 | 1.19,385 |          | 12   |
| 13  | 4  | Nico Rosberg       | Mercedes Grand Prix  | 1.20,153 | 1.19,486 |          | 13   |
| 14  | 17 | Jaime Alguersuari  | Toro Rosso-Ferrari   | 1.20,158 | 1.19,581 |          | 14   |
| 15  | 16 | Sébastien Buemi    | Toro Rosso-Ferrari   | 1.20,096 | 1.19,847 |          | 191  |
| 16  | 22 | Nick Heidfeld      | BMW Sauber-Ferrari   | 1.20,174 | 1.19,899 |          | 15   |
| 17  | 15 | Vitantonio Liuzzi  | Force India-Mercedes | 1.20,592 | 1.20,357 |          | 16   |
| 18  | 14 | Adrian Sutil       | Force India-Mercedes | 1.20,830 |          |          | 222  |
| 19  | 24 | Timo Glock         | Virgin-Cosworth      | 1.22,130 |          |          | 17   |
| 20  | 18 | Jarno Trulli       | Lotus-Cosworth       | 1.22,250 |          |          | 18   |
| 21  | 19 | Heikki Kovalainen  | Lotus-Cosworth       | 1.22,378 |          |          | 20   |
| 22  | 25 | Lucas di Grassi    | Virgin-Cosworth      | 1.22,810 |          |          | 21   |
| 23  | 20 | Christian Klien    | HRT-Cosworth         | 1.23,083 |          |          | 23   |
| 24  | 21 | Bruno Senna        | HRT-Cosworth         | 1.23,796 |          |          | 24   |

| Vidare från första kvalrundan ▬▬ Vidare från andra kvalrundan ▬▬ |

Noteringar:
- ^1  — Sébastien Buemi fick fem platsers nedflyttning för att ha orsakat en kollision med Timo Glock under Koreas Grand Prix.[1]
- ^2  — Adrian Sutil fick fem platsers nedflyttning för att ha orsakat en kollision med Kamui Kobayashi under Koreas Grand Prix.[1]

## Loppet
| Pos. | Nr | Förare             | Konstruktör          | Varv | Tid         | Grid | P  |
| ---- | -- | ------------------ | -------------------- | ---- | ----------- | ---- | -- |
| 1    | 5  | Sebastian Vettel   | Red Bull-Renault     | 71   | 1:33.11,803 | 2    | 25 |
| 2    | 6  | Mark Webber        | Red Bull-Renault     | 71   | +4,243      | 3    | 18 |
| 3    | 8  | Fernando Alonso    | Ferrari              | 71   | +6,807      | 5    | 15 |
| 4    | 2  | Lewis Hamilton     | McLaren-Mercedes     | 71   | +14,634     | 4    | 12 |
| 5    | 1  | Jenson Button      | McLaren-Mercedes     | 71   | +15,593     | 11   | 10 |
| 6    | 4  | Nico Rosberg       | Mercedes             | 71   | +35,320     | 13   | 8  |
| 7    | 3  | Michael Schumacher | Mercedes             | 71   | +43,456     | 8    | 6  |
| 8    | 10 | Nico Hülkenberg    | Williams-Cosworth    | 70   | +1 varv     | 1    | 4  |
| 9    | 11 | Robert Kubica      | Renault              | 70   | +1 varv     | 7    | 2  |
| 10   | 23 | Kamui Kobayashi    | BMW Sauber-Ferrari   | 70   | +1 varv     | 12   | 1  |
| 11   | 17 | Jaime Alguersuari  | Toro Rosso-Ferrari   | 70   | +1 varv     | 14   |    |
| 12   | 14 | Adrian Sutil       | Force India-Mercedes | 70   | +1 varv     | 22   |    |
| 13   | 16 | Sébastien Buemi    | Toro Rosso-Ferrari   | 70   | +1 varv     | 19   |    |
| 14   | 9  | Rubens Barrichello | Williams-Cosworth    | 70   | +1 varv     | 6    |    |
| 15   | 7  | Felipe Massa       | Ferrari              | 70   | +1 varv     | 9    |    |
| 16   | 12 | Vitalij Petrov     | Renault              | 70   | +1 varv     | 10   |    |
| 17   | 22 | Nick Heidfeld      | BMW Sauber-Ferrari   | 70   | +1 varv     | 15   |    |
| 18   | 19 | Heikki Kovalainen  | Lotus-Cosworth       | 69   | +2 varv     | 20   |    |
| 19   | 18 | Jarno Trulli       | Lotus-Cosworth       | 69   | +2 varv     | 18   |    |
| 20   | 24 | Timo Glock         | Virgin-Cosworth      | 69   | +2 varv     | 17   |    |
| 21   | 21 | Bruno Senna        | HRT-Cosworth         | 69   | +2 varv     | 24   |    |
| 22   | 20 | Christian Klien    | HRT-Cosworth         | 65   | +6 varv     | 23   |    |
| NC   | 25 | Lucas di Grassi    | Virgin-Cosworth      | 62   | +9 varv     | 21   |    |
| Ret  | 15 | Vitantonio Liuzzi  | Force India-Mercedes | 49   | Krasch      | 16   |    |

| Förare och stall som tog poäng ▬▬ |

## Ställning efter loppet
| Pos. | Förare           | Poäng |
| ---- | ---------------- | ----- |
| 1    | Fernando Alonso  | 246   |
| 2    | Mark Webber      | 238   |
| 3    | Sebastian Vettel | 231   |
| 4    | Lewis Hamilton   | 222   |
| 5    | Jenson Button    | 199   |

| Pos. | Konstruktör      | Poäng |
| ---- | ---------------- | ----- |
| 1    | Red Bull-Renault | 469   |
| 2    | McLaren-Mercedes | 421   |
| 3    | Ferrari          | 389   |
| 4    | Mercedes         | 202   |
| 5    | Renault          | 145   |

- Notering: Endast de fem bästa placeringarna i vardera mästerskap finns med på listorna.